# Agència per a la Qualitat del Sistema Universitari de Catalunya
L'Agència per a la Qualitat del Sistema Universitari de Catalunya o abreujat AQU Catalunya és una agència pública per a l'avaluació, l'acreditació i la certificació de la qualitat en l'àmbit de les universitats i dels centres d'ensenyament superior de Catalunya, tant per a l'ensenyament, el professorat, els centres i els serveis.
AQU Catalunya és membre fundador i de ple dret de l'European Association for Quality Assurance in Higher Education (ENQA), i ha estat una de les tres primeres agències a ser inclosa en l'European Quality Assurance Register for Higher Education (EQAR). És membre de la xarxa International Network for Quality Assurance Agencies in Higher Education (INQAAHE), de la qual exerceix el Secretariat des de l'any 2013, de la Red Española de Agencias de Calidad Universitarias (REACU) i de l'European Consortium for Accreditation in higher education (ECA). Ha estat la primera agència de qualitat europea certificada amb la norma ISO.
AQU Catalunya té el seu origen en el Consorci per a la Qualitat del Sistema Universitari a Catalunya que, constituïda el 29 d'octubre de 1996. La seva creació coincideix amb el moment en què es van crear les primeres agències europees. Amb l'aprovació de la Llei d'Universitats de Catalunya el 2003, el consorci es va transformar en l'actual Agència. El 2016 el govern de Catalunya va aprovar una nova regulació de l'agència per afavorir la innovació en la docència i la recerca. El seu director és Jaume Valls Pasola.